# Fantazija (1940.)
Fantazija (eng. Fantasia) je američki animirani film fantastike iz 1940. To je treći dugometražni animirani film iz studija Walta Disneyja. "Fantazija" je sastavljena od osam nepovezanih, uglavnom apstraktnih epizoda koje prati klasična glazba u izvedbi orkestra Philadelphije. Prije svakog animiranog segmenta, u igranom dijelu filma Deems Taylor predstavlja publici koncept istog.
Najpopularniji segment ostao je "Čarobnjakov učenik", u kojem je Disney ponovno progurao lik Mickeyja Mousea čija je popularnost do tada bila u padu. "Fantazija" je najkomercijalniji američki film 1940-ih: zaradio je 76 milijuna $ u kinima, što je prilagođeno po inflaciji 665 milijuna $. 1941. zaradio je 42,9 milijuna, a ponovna izdanja 1985. i 1990. još po 8 i 25 milijuna $. Američki filmski institut (AFI) stavio je "Fantaziju" na 58. mjesto na listi "100 godina...100 filmova" te na 5. mjesto na listi "10 najboljih animiranih ostvarenja". 1999. pojavio se svojevrsni nastavak, "Fantazija 2000".

## Segmenti
1. Johann Sebastian Bach; Tokata i fuga u D-molu - igrani dijelova s orkestrom koji svira glazbu. Potom prelaze u animirane dijelove, u linije, nedifinirane oblike i formacije oblaka.
2. Petar Iljič Čajkovski; Orašar - apstraktni prikaz promjena prilikom prelaska iz ljeta u jesen te napokon u zimu. Također, prikazani su plesovi bajkovitih bića kao što su vile, te cvijeća, gljiva i lišča.
3. Paul Dukas; Čarobnjakov učenik - Mickey Mouse je učenik nekog čarobnjaka u njegovom dvorcu. Kada njegov mentor odlazi spavati, znatiželjni Mouse uzima njegovu kapu kako bi i sam iskušao neke čarobne trikove. Oživi metlu te joj naredi da umjesto njega donosi vodu u kantama. Međutim, zaspije, te kada se probudi shvati da je metla uzrokovala poplavu te da ju nikako ne može natjerati da prestane donositi vode. Sa sjekirom uništi metlu, no sitni dijelovi dalje nastavljaju zadaću. Naposljetku se probudi čarobnjak i zaustavi cirkus, te počisti nered.
4. Igor Stravinski; Posvećenje proljeća - prikaz nastanka života na Zemlji, od bakterija do dinosaura. Uključuje sekvencu u kojoj T. Rex napada i ubija Stegosaura. Segment završava masovnim izumiranjem dinosaura koje otvara put razvoju sisavcima.
5. Upoznavanje sa "soundtrackom", u kojem je zvuk predstavljen kao ravna linija koja vibrira prilikom sviranja glazbe.
6. Ludwig van Beethoven; Simfonija br. 6 - mitski svijet stare Grčke u kojem se oko Olimpa veselo igraju Pegaz, Kentaur, Faun i drugi likovi iz mitologije. Potom se pojavljuje i pijani Dioniz. Međutim, idilu prekida nevrijeme i grmljavine koje izazove Zeus te rastjera skupinu. Nakon toga se situacija smiri i vrati u normalu a Zeus zaspije na oblaku.
7. Amilcare Ponchielli; Ples satova - nilski konjevi, nojevi i aligatori plešu balet.
8. Modest Petrovič Musorgski; Noć na ćelavoj planini i Franz Schubert; Zdravo Marijo - ogomni demon na nekom brdu okuplja zle duhove i druge demone, ali ih zvuk zvona vraća natrag u podzemlje. Potom nestaje tama i izlazi sunce dok skupina svećenika hodaju po magli u šumi sa zapaljenim bakljama dok se u pozadini pjeva "Zdravo Marijo".

## Nagrade
- 2 počasna Oscara za Leopolda Stokowskog i Walta Disneyja.
- Počasna nagrada Udruge filmskih kritičara New Yorka.

## Vanjske poveznice
- Fantazija u internetskoj bazi filmova IMDb-a
- Fantazija na Rotten Tomatoes